# Tony Blair
Anthony Charles Lynton Blair, mais conhecido como Sir Tony Blair, KG  (Edimburgo, 6 de maio de 1953) é um político britânico, que foi primeiro-ministro do Reino Unido de 1997 a 2007, e foi líder do Partido Trabalhista de 1994 a 2007 e de membro do Parlamento Britânico de 1983 a 2007. Com a sua resignação, foi nomeado enviado especial da Quarteto do Oriente Médio, cargo diplomático que ocupou até 2015. Foi ainda presidente executivo da Tony Blair Institute for Global Change desde 2016. Como primeiro-ministro, muitas de suas políticas refletiam sua visão centrista que era chamada de "terceira via". Ele é o único ex-líder trabalhista vivo que levou o partido a uma vitória nas eleições gerais; e um dos dois únicos na história a formar três governos majoritários, sendo o outro Harold Wilson.
Seu período no governo foi caracterizado por reformas, expansão econômica, avanços sociais (como a criação de um salário mínimo nacional), aumento do poder do governo na Inglaterra e descentralização com relação ao País de Gales e a Escócia. Ele assinou o Acordo da Sexta-feira Santa que estabeleceu a paz na Irlanda do Norte e aumentou os gastos públicos com saúde, educação e assistência aos mais pobres, aos custos do crescimento da dívida pública. Seu governo defendeu o multiculturalismo no país e apoiou um aumento da imigração de países da União Europeia, gerando uma abundância de trabalho barato que aqueceu a economia, porém acabou aumentando o ressentimento de parte da população e viu um crescimento do Euroceticismo no Reino Unido. Na política externa, buscou boas relações com a Europa e a Ásia, mas se focou nas relações com os Estados Unidos. Ordenou intervenções militares bem sucedidas no Kosovo e em Serra Leoa, mas viu sua popularidade erodir com seu apoio quase que incondicional ao presidente americano George W. Bush e sua Guerra ao Terror, comprometendo o Reino Unido a sangrentas campanhas militares no Iraque e no Afeganistão. Após os atentados de 7 de julho de 2005 em Londres, ele aumentou a segurança interna e passou controversas leis anti-terrorismo. Com a popularidade em baixa, renunciou ao cargo de primeiro-ministro em 2007.

## Primeiros anos, família e educação
Blair nasceu em Edimburgo, capital da Escócia, em 6 de maio de 1953, o segundo filho de Leo e Hazel Blair. Leo era um filho ilegítimo de dois atores ingleses e foi adotado por um casal de Glasgow, James e Mary Blair.
Ele foi educado em colégios de Edimburgo e depois estudou Direito na Universidade de Oxford, convertendo-se em advogado especializado em Direito Sindical em 1976. Em 1983, foi eleito deputado (MP) do Partido Trabalhista britânico (Labour) no Parlamento. De 1984 a 1987, foi porta-voz da oposição sobre assuntos de tesouro e economia.

## Membro da Câmara dos Comuns
Blair se juntou ao Partido Trabalhista britânico em 1975, após se formar em Oxford. No começo da década de 1980, ele trabalhou nos distritos de Hackney South e Shoreditch, em Londres. Ele sempre se descrevia como sendo de centro-esquerda. Após uma campanha fracassada para tomar o assento em Beaconsfield (Buckinghamshire) em 1982, terminando em terceiro lugar, Blair conseguiu se eleger para o Parlamento no ano seguinte, por Sedgefield, no condado de Durham. Tony Blair, na época, embora se declarasse mais de esquerda, já se posicionava contra os extremistas dentro do seu próprio partido quanto ao que ele chamava de "hard left".
Uma vez eleito, sua ascensão política foi rápida. Em 1984 ele já estava na primeira fileira do Parlamento como assistente do porta-voz da Tesouraria. Em 1992, ele já era ministro de sombra para o Secretário de Estado para os Assuntos Internos, sob a liderança de John Smith. Após a eleição daquele ano, Blair já era visto como o líder da ala modernizadora do Partido Trabalhista. Muitos acreditavam que o partido estava muito preso a uma base popular que estava encolhendo, já que se baseava na classe trabalhadora, nos sindicatos e nos moradores de moradias subsidiadas. A classe média em rápido crescimento foi amplamente ignorada, especialmente as famílias mais ambiciosas da classe trabalhadora. Eles aspiravam ao status de classe média, mas aceitavam o argumento Conservador de que o Partido Trabalhista estava segurando pessoas ambiciosas com suas políticas de nivelamento social. Eles viam cada vez mais os trabalhistas em termos definidos pela oposição, em relação a impostos mais altos e taxas de juros mais altas. Os passos para o que se tornaria o "Novo Trabalhismo" defendido por Blair foram procedimentais, mas essenciais. Invocando o slogan "Um membro, um voto", John Smith (com participação limitada de Blair) garantiu o fim da votação em bloco sindical para a seleção de candidatos de Westminster na conferência de 1993. Mas Blair e os modernizadores queriam que Smith fosse ainda mais longe e pediram um ajuste radical dos objetivos do Partido, revogando a "Cláusula IV", o compromisso histórico com a nacionalização da indústria. Isso seria alcançado em 1995.

### Líder da Oposição

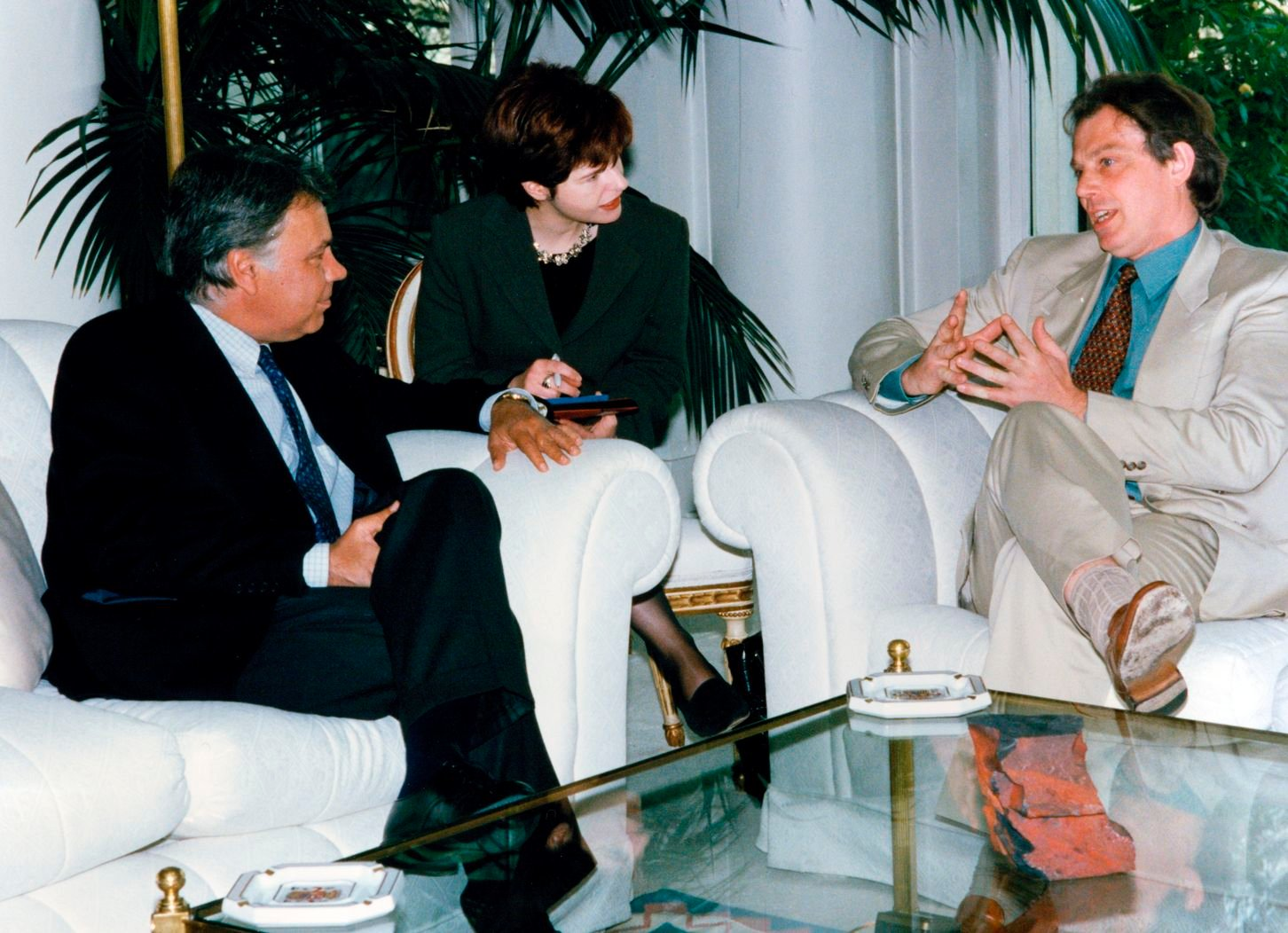
Blair com o então Presidente do Governo de Espanha Felipe González, em 1996.

Após a morte de John Smith em 1994, Blair, então com 41 anos, tornou-se o líder mais jovem já surgido no Trabalhismo inglês. O Congresso de seu partido, em 1996, adotou a política proposta por Tony Blair, que buscava uma reforma constitucional, especial atenção à educação e à saúde e a maior integração com a União Europeia (UE).
Sob Blair, o partido usou a frase New Labour ("Novo Trabalhismo") como slogan para enfatizar seu distanciamento das políticas trabalhistas anteriores e a ideia tradicional de socialismo, se apresentando como um centrista. Apesar da oposição da ala esquerdista do partido, Blair aboliu a Cláusula IV (a constituição do partido), acabou com o comprometimento do movimento com a nacionalização da economia, enfraqueceu a influência dos sindicatos no partido e se comprometeu com o livre mercado e a União Europeia. Em 1997, o Partido Trabalhista teve a maior vitória eleitoral em sua história. Blair se tornou o primeiro-ministro mais novo do país desde 1812 e foi o que mais tempo ficou no cargo. O Partido Trabalhista conseguiu manter sua maioria no parlamento vencendo a eleição de 2001, novamente por uma boa margem, e depois mais uma vez em 2005.

## Primeiro-Ministro do Reino Unido

### Governo
Blair tornou-se Primeiro-Ministro do Reino Unido em 2 de maio de 1997, apresentando "O modelo para o século XXI", segundo o princípio "trabalho para os que podem trabalhar" e "assistência para os que não podem trabalhar". Aos 43 anos, Blair tornou-se a pessoa mais jovem a se tornar Primeiro-Ministro desde que Robert Jenkinson, 2.º Conde de Liverpool se tornou Primeiro-Ministro aos 42 anos em 1812. Ele também foi o primeiro Primeiro-Ministro nascido após a Segunda Guerra Mundial e a ascensão de Isabel II ao trono.
Tendo sido reeleito nas eleições gerais de 2001 e 2005, Blair foi o mais longevo primeiro-ministro oriundo do Partido Trabalhista, e a primeira e única pessoa até hoje a liderar o partido em três vitórias consecutivas em eleições gerais.
Como presidente no retorno do Conselho da União Europeia, Blair aprovou o tratado de maio de 1998 para a circulação do Euro. Em Janeiro de 1999 propôs converter a Câmara de Lordes em um senado com eleição por sufrágio universal. No mesmo ano obteve o Prêmio Carlos Magno pela sua contribuição à unidade europeia.

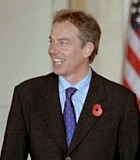
Tony Blair na Casa Branca, em 2001.

O governo de Tony Blair promulgou várias reformas constitucionais, removendo vários pares hereditários da Câmara dos Lordes, enquanto estabeleceu a Suprema Corte do Reino Unido e reformando o cargo de Lorde Chancellor (assim separando o poder judicial do legislativo e do executivo). Seu governo também realizou um referendo sobre a devolução de poderes para a Escócia e País de Gales, em 1999, que estabeleceu parlamentos locais autônomos. Ele também se envolveu nas negociações do Acordo de Belfast.
O governo Blair foi marcado por um período de robusto crescimento econômico, mas também com um aumento da dívida pública. Em 1997, ele deu poderes para que o Banco da Inglaterra pudesse estabelecer as taxas de juros de forma autônoma e então ele supervisionou um aumento expressivo dos gastos públicos governamentais, especialmente na área econômica e de educação. Ele defendia o multiculturalismo e, entre 1997 e 2007, viu um crescimento considerável na imigração, especialmente após a entrada de vários novos países (em particular vindos da Europa Oriental) na União Europeia em 2004. Economicamente isso acabou tendo um efeito positivo, proporcionando uma oferta de mão de obra barata e flexível, mas também alimentou o sentimento de euroceticismo no país. Suas polícias sociais eram majoritariamente progressistas; ele introduziu legislações que, entre outras coisas, criou um salário-mínimo nacional (em 1998), firmou a expansão do que compreendia direitos humanos e sancionou leis de liberdade de informações; em 2004, ele apoiou o reconhecimento de união civil entre casais homossexuais. Ao mesmo tempo, Blair tomou uma postura dura contra a criminalidade, supervisionando ações rígidas da polícia, aumento dos níveis encarceramento e passou leis de comportamento antissocial, apesar das evidências contraditórias sobre a mudança nas taxas de criminalidade.

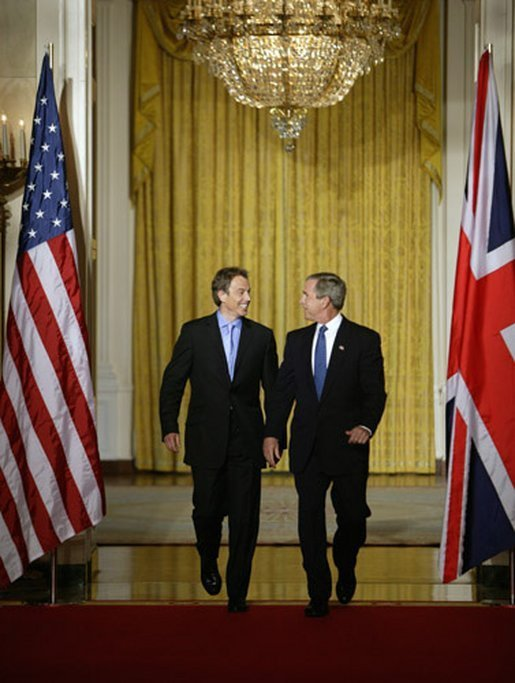
Blair com o presidente americano Geroge Bush, em 2003

Blair supervisionou intervenções militares no Kosovo (1999) e em Serra Leoa (2000), que foram consideradas bem-sucedidas. Durante a  Guerra ao Terror, ele apoiou a política externa do presidente americano George W. Bush e ordenou que as forças armadas britânicas apoiassem os Estados Unidos na Guerra do Afeganistão, em 2001, e, de forma mais controversa, na invasão do Iraque em 2003. Blair afirmou que o Saddam Hussein possuía armas de destruição em massa e era uma ameaça à paz mundial, mas nenhuma evidência disso foi apresentada na época. A Guerra do Iraque se tornou muito impopular entre os britânicos e se tornou o principal ponto de crítica ao governo Blair. Enquanto estava no cargo, ocorreram os Atentados de 7 de julho de 2005 em Londres, que fez com que o primeiro-ministro introduzisse uma série de leis antiterrorismo, algumas bem controversas.

### Relação com o Parlamento
Um de seus primeiros atos como primeiro-ministro foi substituir as sessões quinzenais e quinzenais das Questões ao primeiro-ministro realizadas às terças e quintas-feiras por uma única sessão de 30 minutos às quartas-feiras. Além dos Questões ao primeiro-ministro, Blair realizava conferências de imprensa mensais nas quais ele respondia a perguntas de jornalistas e - a partir de 2002 - quebrou o precedente ao concordar em prestar contas duas vezes por ano perante um comitê selecionado da Câmara dos Comuns, o Comitê de Ligação. Às vezes, Blair era visto como prestando pouca atenção às opiniões de seus próprios colegas do gabinete e às da Câmara dos Comuns. O seu estilo às vezes era criticado como não o de um primeiro-ministro e chefe de governo, mas ele era o de um presidente e chefe de estado - o que não era. Blair era acusado de confiar excessivamente nas técnicas dos spin doctors. Blair foi, também, o primeiro Primeiro-Ministro em exercício a ser abordado pela polícia.

### Renúncia

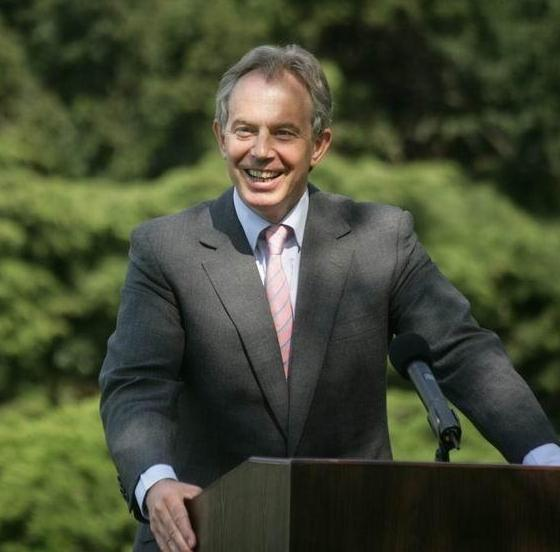
Blair em 2007

Após a eleição de 2005, a margem da maioria do Partido Trabalhista no Parlamento do Reino Unido caiu de 167 para 66. Críticas a respeito da Guerra do Iraque dominaram os últimos anos do governo Blair, com sua popularidade despencando. Em junho de 2007, em meio a uma enorme pressão dentro do seu próprio partido, Blair renunciou a posição de líder dos Trabalhistas, dando a chefia do governo para seu sucessor, Gordon Brown.
Após a renúncia, Blair se afastou da política e passou a se focar em assuntos humanitários e na defesa de seu legado. E de fato seu legado seguiu controverso, principalmente por causa das guerras do Afeganistão e do Iraque. Apesar de seus sucessos e reformas eleitorais, também tem sido criticado por sua relação com a mídia, centralização dos poderes executivos e aspectos de suas políticas sociais e econômicas.

## Vida posterior
Em dezembro de 2007 anunciou oficialmente a sua conversão ao catolicismo, deixando a Igreja Anglicana. Em uma conferência em abril de 2008 pronunciada na Catedral de Westminster perante umas 1 600 pessoas, Blair destacou a importância da religião em um mundo globalizado. Disse que a religião poderia "despertar a consciência do mundo" e a ajudar a alcançar os Objetivos do Milênio da ONU contra a pobreza e a fome, dentre outras causas nobres. Chegou a ser apontado como um enviado para o Quarteto do Oriente Médio. Ainda em 2008, fundou uma fundação de caridade. Em março de 2010, escreveu suas memórias, intitulado A Journey.
Apesar da popularidade na primeira metade do seu governo, a sua percepção perante o povo britânico piorou quando ele deixou o cargo (o seu sucessor, do mesmo partido, presidiu sobre uma das maiores crises econômicas da história do país). Contudo, acadêmicos e cientistas políticos o listam como um dos melhores primeiros-ministros da nação.

## Publicações
- Blair, Tony (2010). A Journey. Londres: Random House. ISBN 0-09-192555-X. OCLC 657172683.
- Blair, Tony (2002). The Courage of Our Convictions. Londres: Fabian Society. ISBN 0-7163-0603-4.
- Blair, Tony (2000). Superpower: Not Superstate? (Federal Trust European Essays). Londres: Federal Trust for Education & Research. ISBN 1-903403-25-1.
- Blair, Tony (1998). The Third Way: New Politics for the New Century. Londres: Fabian Society. ISBN 0-7163-0588-7.
- Blair, Tony (1998). Leading the Way: New Vision for Local Government. Londres: Institute for Public Policy Research. ISBN 1-86030-075-8.
- Blair, Tony (1997). New Britain: My Vision of a Young Country. Nova York: Basic Books. ISBN 0-8133-3338-5.
- Blair, Tony (1995). Let Us Face the Future. Londres: Fabian Society. ISBN 0-7163-0571-2.
- Blair, Tony (1994). What Price a Safe Society?. Londres: Fabian Society. ISBN 0-7163-0562-3.
- Blair, Tony (1994). Socialism. Londres: Fabian Society. ISBN 0-7163-0565-8.